# 苻昶
苻昶（?—?），十六國前秦哀平皇帝苻丕的儿子。
前秦建元二十一年（385年）九月，苻丕即位为皇帝，封苻宁为皇太子，苻壽为长乐王，苻鏘为平原王，苻懿为勃海王，苻昶为济北王。
太安二年（386年），苻丕被西燕皇帝慕容永打败後，遂被东晋扬威将军冯该斩杀。十一月，大臣护送苻懿及苻昶兄弟到远房堂兄南安王苻登所控制地区。苻登被部下拥立为皇帝。